# Цивільно-військове співробітництво Національної гвардії України

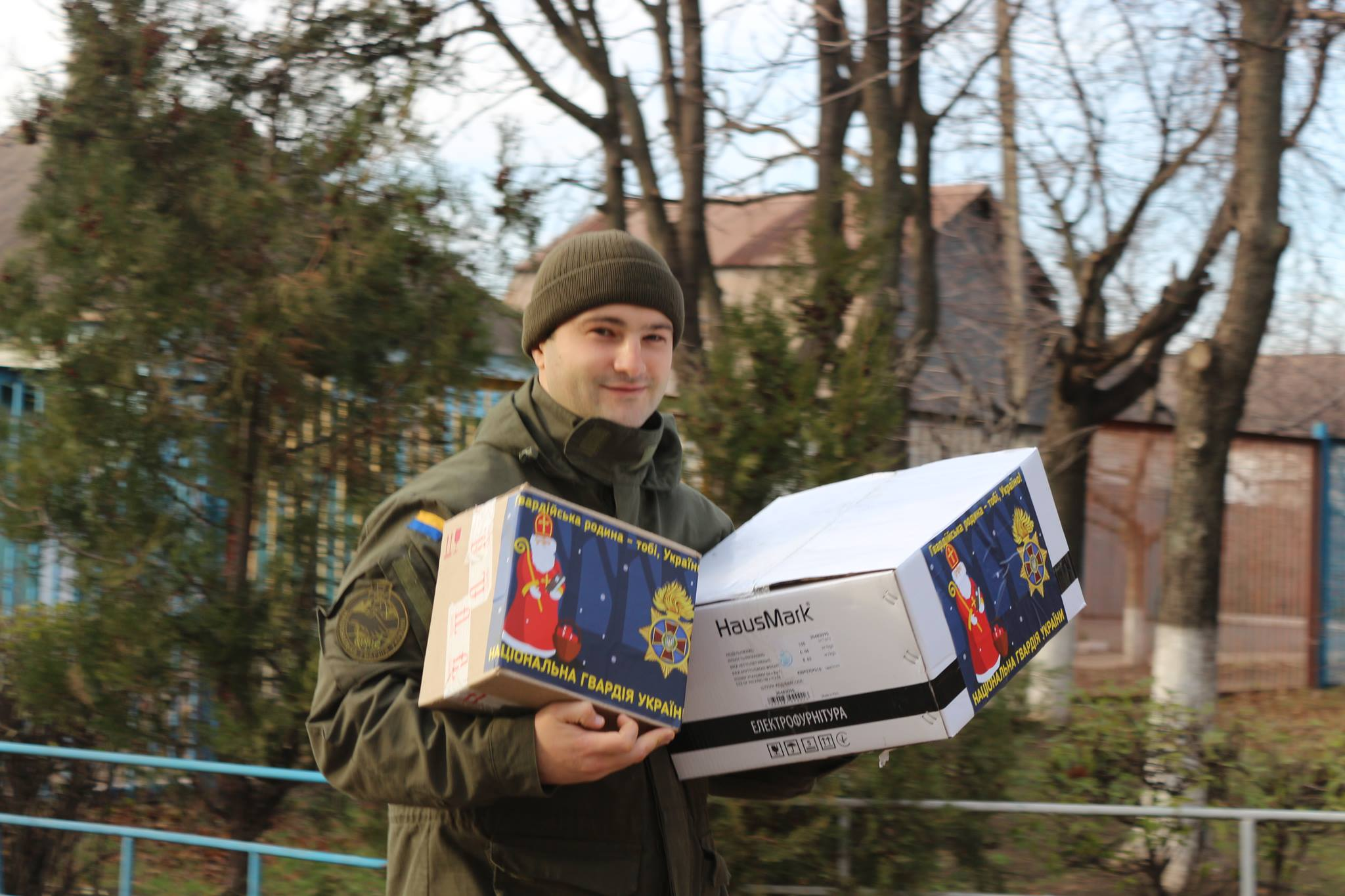
Доставка гуманітарної допомоги військовослужбовцями ЦВС НГУ в зону проведення АТО

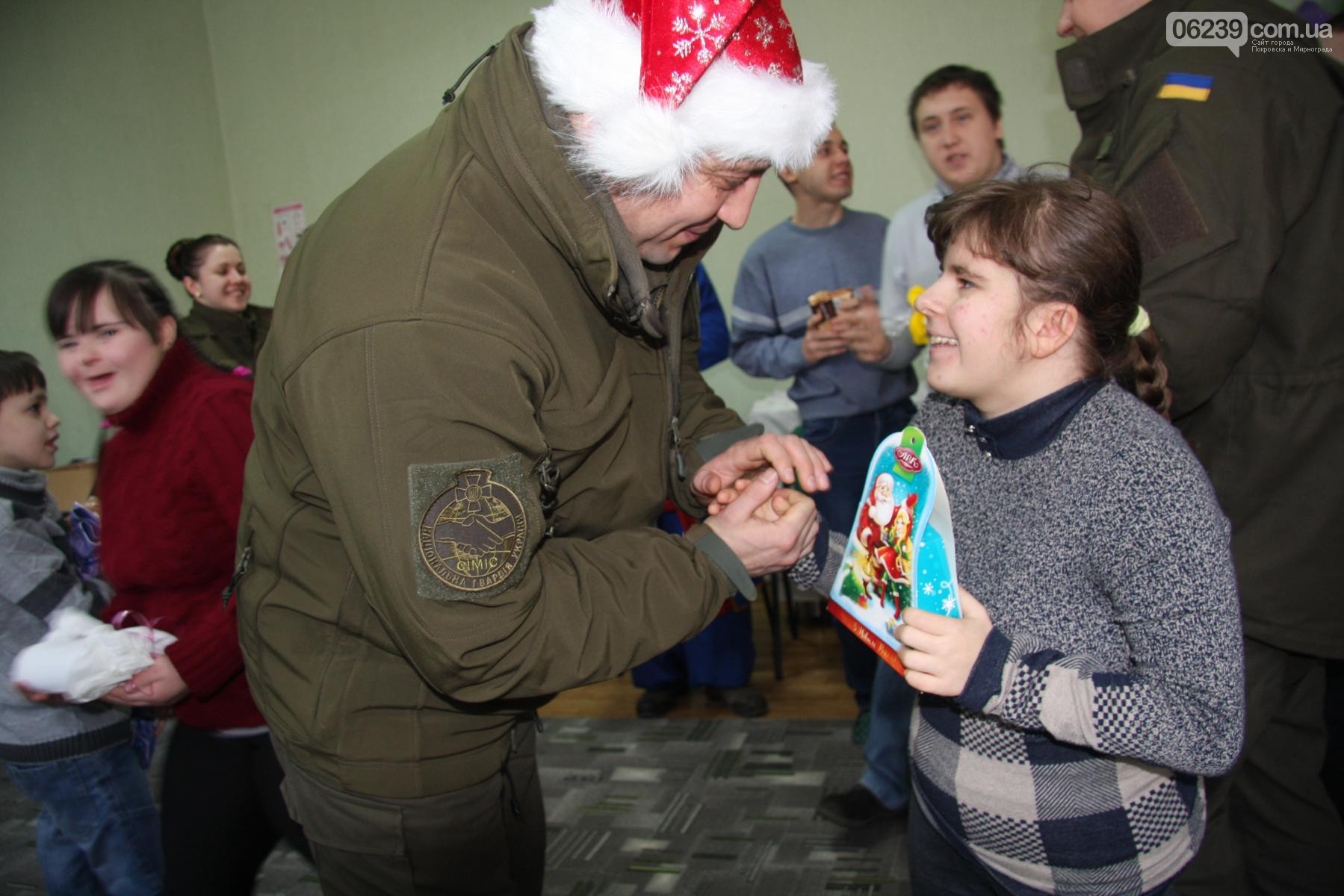
Начальник відділу інформаційної підтримки, до складу якого входить група ЦВС, полковник В.М. Голумбівський вітає дітей з новорічними святами в навчальному закладі, в зоні проведення АТО

Цивільно-військове співробітництво Національної гвардії України (CIMIC NGU) - це систематична, планомірна діяльність Національної гвардії України, по координації та взаємодії з органами виконавчої влади, органами місцевого самоврядування, громадськими об’єднаннями, організаціями та громадянами у районах дислокації військових частин та підрозділів Національної гвардії України з метою формування позитивної громадської думки і забезпечення сприятливих умов для виконання Національною гвардією України покладених завдань та функцій шляхом надання допомоги цивільному населенню у вирішенні проблемних питань життєдіяльності з використанням військових та невійськових сил та засобів.

## Історія
У травні 2014 року ЦВС було започатковано, як пілотний проект в  Збройних силах України. У 2015 році розпочалося впровадження системи ЦВС, в межах загальної структури Збройних сил України відповідно до стандартів Північноатлантичного Альянсу. Станом на листопад 2016 року безпосередньо в зоні проведення АТО працювали 19 оперативних груп УЦВС та три центри УЦВС у Сєвєродонецьку, Краматорську та Маріуполі.
У квітні 2017 року  командувачем Національної гвардії України було прийнято рішення щодо створення в складі відділу інформаційної підтримки Іміджево-видавничого центру НГУ групи цивільно-військового співробітництва.

## Завдання
- організація цивільно-військового співробітництва Національної гвардії України, забезпечення та реалізація гуманітарних проєктів;
- проведення заходів з формування позитивної громадської думки щодо діяльності Національної гвардії України, зокрема під час участі в антитерористичних операціях, під час введення правового режиму надзвичайного чи воєнного стану, операціях з підтримання миру і безпеки та ліквідації наслідків надзвичайних ситуацій;
- участь в аналізі соціально-політичної, економічної, релігійної, демографічної, екологічної, санітарно-епідеміологічної обстановки та прогнозування
- її впливу на виконання військовими частинами (підрозділами) НГУ завдань за призначенням;
- організація взаємодії командування з цивільним населенням, місцевими органами виконавчої влади, органами місцевого самоврядування та іншими організаціями в районі виконання завдань;

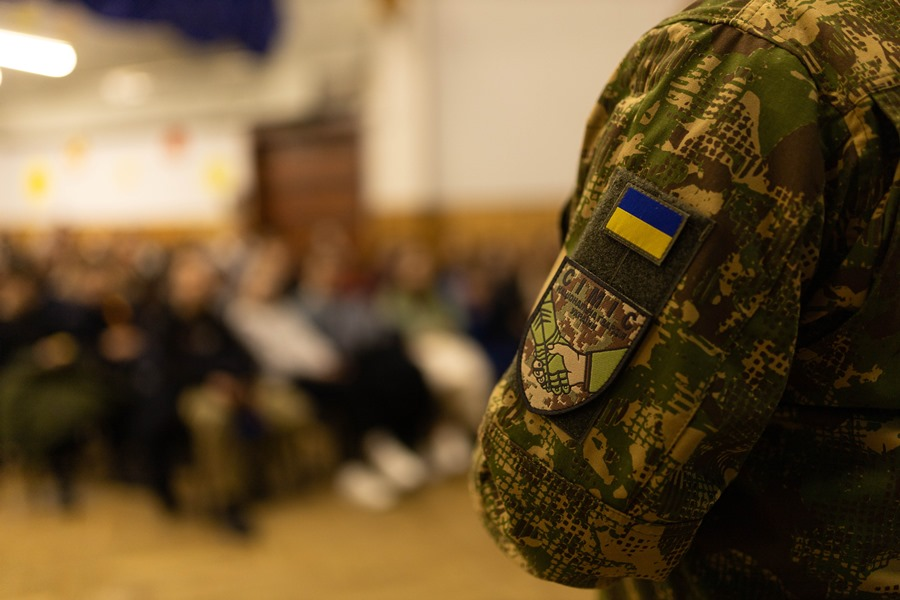
CIMIC group of Ukraine

- Військовослужбовці ЦВС НГУ проводять заняття з патріотичного виховання дітейCIMIC group of Ukraineкоординація діяльності між Національною гвардією України, Збройними Силами України та громадськими організаціями, що стосуються релігійних питань, а також питань, пов’язаних з пошуком тіл (останків) загиблих військовослужбовців: зазначена діяльність регулюється Розпорядженням Кабінету Міністрів України від 23 вересня 2015 року № 998-р «Про заходи з увічнення пам’яті захисників України на період до 2020 року» (у частині, що стосується гуманітарного проекту «Евакуація 200»: підпункт 2 пункту 6: «забезпеченню проведення пошукових робіт з метою встановлення невідомих місць поховань та імен осіб, загиблих, померлих (зниклих безвісти) під час проведення антитерористичної операції, перепоховання їх останків»);

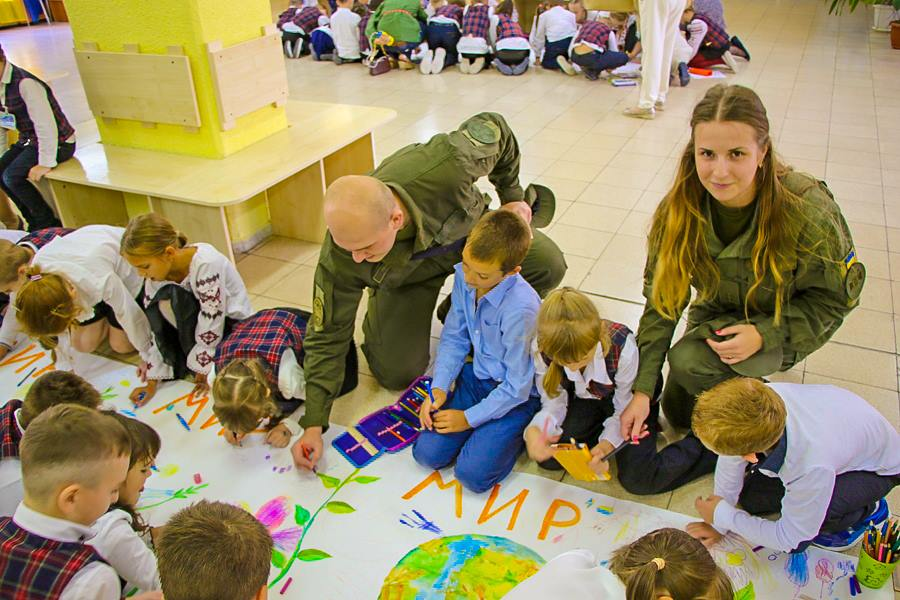
Військовослужбовці ЦВС НГУ проводять заняття з патріотичного виховання дітей

- організація виконання наказів, директив, розпоряджень командувача і вищого командування з питань цивільно-військових відносин;
- участь у розробленні оперативних (бойових) документів у частині, що стосується цивільно-військових відносин;
- організація забезпечення військ інформацією щодо цивільно-військових відносин у районі їх дислокації та застосування;
- підготовка персоналу зі складу місцевого населення для роботи в органах місцевого самоврядування, силових структурах, бюджетних установах на звільненій території та у міжнародних миротворчих операціях;
- формування позитивної громадської думки і забезпечення сприятливих умов для виконання військовими частинами (підрозділами) Національної гвардії покладених на них завдань;
- сприяння в оповіщенні місцевих жителів про пункти збору тимчасово переміщених осіб та їх переміщення до таборів тимчасово переміщених осіб;
- організація роботи оперативних груп цивільно-військового співробітництва на пунктах збору та в тимчасових таборах;
- забезпечення ефективної взаємодії між військовим командуванням та регіональними органами влади, місцевими органами самоврядування, представництвами громадських, неурядових, міжнародних організацій, населенням регіону;
- участь в обміні військовослужбовців Збройних Сил України, інших військових формувань та правоохоронних органів з полону;
- організація роботи з сім’ями військовослужбовців, які зникли безвісти (загинули) під час проведення операції (бойових дій);
- організація співпраці (спільна участь) зі Збройними Силами України з питань цивільно-військового співробітництва;
- сприяння регіональним органам влади, представництвам громадських, неурядових, міжнародних організацій, населенню регіону в отриманні об’єктивної, достовірної, оперативної інформації про дії військ (сил) з дотриманням вимог щодо збереження державної таємниці;
- прогнозування можливих проблем гуманітарного характеру та надання військовому командуванню пропозицій щодо їх локалізації та нейтралізації на ранніх стадіях;
- участь у проведенні гуманітарних акцій, заходах військово-патріотичного виховання молоді;
- здійснення заходів інформаційної підтримки діяльності НГУ;
- співпраця з представниками волонтерських рухів, громадських та релігійних організацій;
- співпраця з військово-цивільними адміністраціями, департаментами освіти і науки, соціального захисту.